# Пятый выпуск стандартных марок СССР
Почто́вые ма́рки пя́той станда́ртной се́рии СССР (1939)  (ЦФА [АО «Марка»] № 667—669) были выпущены с марта по август 1939 года.
Марки пятого стандартного выпуска поступили в обращение в феврале—августе 1939 года. Было эмиттировано три номинала: 15, 30 и 60 копеек. Для марки номиналом в 30 копеек использовали рисунок Дмитрия Голядкина предыдущего выпуска (работница), остальные марки оригинальных рисунков — рабочий-сталевар (рисунок был создан коллективом художников Гознака) и герб СССР (художник Н. Темноруков). Марка номиналом в 60 копеек была отпечатана глубокой печатью, остальные — типографской на обыкновенной бумаге без водяных знаков, с зубцами.
| № по каталогу                           | Изображение | Описание и источники | Номинал, руб. | Дата выпуска     | Тираж    | Художник                     |
| --------------------------------------- | ----------- | -------------------- | ------------- | ---------------- | -------- | ---------------------------- |
| (ЦФА [АО «Марка»] № 667) (Mi #678IA)    |             | Сталевар             | 0,15          | март 1939 года   | массовый | коллектив художников Гознака |
| (ЦФА [АО «Марка»] № 668) (Mi #681IA)    |             | Работница            | 0,30          | март 1939 года   | массовый | Дмитрий Голядкин             |
| (ЦФА [АО «Марка»] № 669) (Mi #684IVAr)  |             | Герб СССР            | 0,60          | август 1939 года | массовый | Н. Темноруков                |
| (ЦФА [АО «Марка»] № 669А) (Mi #684IVCr) |             | Герб СССР            | 0,60          | август 1939 года | массовый | Н. Темноруков                |

## Комментарии
1. ↑  Сталевар, синяя. Печать типографская на простой бумаге без водяного знака, перфорирована: комбинированная гребенчатая зубцовка 12:12½ (на каждые 2 сантиметра края марки приходится 12:12½ зубцов). В марочных листах по 100 (10×10) марок[3][4][5].
2. ↑  Работница, красно-лиловая. Печать типографская на простой бумаге без водяного знака, перфорирована: комбинированная гребенчатая зубцовка 12:12½ (на каждые 2 сантиметра края марки приходится 12:12½ зубцов). В марочных листах по 100 (10×10) марок[3][4][5].
3. ↑  Герб СССР, растр ВР, ярко-розовая. Глубокая печать на простой бумаге без водяного знака, перфорирована: комбинированная гребенчатая зубцовка 12:12½ (на каждые 2 сантиметра края марки приходится 12:12½ зубцов). Есть разновидность — марка  (ЦФА [АО «Марка»] № 669Р)  (Mi #684IVAs) с растром ГР. В марочных листах по 100 (10×10) марок[3][4][6].
4. ↑  Герб СССР, растр ВР, ярко-розовая. Глубокая печать на простой бумаге без водяного знака, перфорирована: линейная зубцовка 12½ (на каждые 2 сантиметра края марки приходится 12½ зубцов). Есть разновидность — марка  (ЦФА [АО «Марка»] № 669АР)  (Mi #684IVCs) с растром ГР. В марочных листах по 100 (10×10) марок[3][4][6].